# DKR
DKR is een historisch merk van scooters.
De bedrijfsnaam was D.K.R. Scooters Ltd., Wolverhampton.
DKR was een Engelse fabriek die vanaf 1957 scooters bouwde met 148- tot 249 cc Villiers-eencilinder tweetakten en 244 cc Villiers-tweetakt paralleltwins. De letters kwamen van Barry Day en Noah Robinson, die directeurs van de Willenhall Motor Radiator Co. waren, en Cyril Kieft, die racewagens maakte en onder de naam Kieft al Duitse Hercules-scooters en motorfietsen had verkocht.
Kieft ontwierp de scooters die bij Willenhall gebouwd werden, maar het kantoor was gevestigd op Pendeford Airport. De verkopen van het eerste model, de Dove liepen zeer goed en al snel kwamen er nieuwe modellen bij. De DKR Dove had een 147 cc Villiers-blok met geforceerde luchtkoeling, drie versnellingen en een kickstarter en leverde 6,3 pk.
Al in 1958 verschenen drie nieuwe modellen, de "Pegasus", de "Defiant" en de "Manx". De Defiant had een 197 cc Villiers motor, een 12 volt dynastart van Siba en vier versnellingen. De topsnelheid bedroeg 60 mph (ca. 100 km/uur). De Pegasus was identiek aan de Defiant, maar had een 148 cc motor. De Manx was het topmodel met een 249 cc tweecilindermotor en een topsnelheid van 70 mph (ca. 115 km/uur).
Al deze modellen had een nogal lomp voorspatbord, waarin het voorwiel kon draaien en dat erg hoog was en doorliep tot aan het stuur. Het nieuwe model "Capella", dat in 1960 verscheen, was veel vlotter vormgegeven, hoewel het spatbord nog steeds "vast" was. De Capella mat 148 cc, maar de Capella Standard had een 173 cc motor. Daarnaast waren er nog twee luxe versies van 173- en 200 cc.
In 1966 waren scooters echter niet meer populair en werd de productie beëindigd.